# 実録・大阪やくざ戦争 報復
実録・大阪やくざ戦争 報復（じつろく・おおさかやくざせんそう かえし）は、日本のオリジナルビデオ、ヤクザ映画。清水健太郎主演。2002年発売、全2巻。1975年7月26日から1978年11月1日に掛けて大阪府周辺で実際に起こった三代目山口組と二代目松田組との抗争事件「大阪戦争」を元に描かれた。

## 概要
この物語は、極道渡世にあって、親分の為、一家の為、代紋の為に、自らの命を賭けて三年四ヶ月に渡る大阪戦争を闘い抜いた男たちの実話である。

## キャスト
三代目山王会系（モデル：山口組）
- 三代目山王会会長 竜造寺誠道（モデル：田岡一雄）…梅宮辰夫
- 三代目山王会会長夫人 竜造寺雅代（モデル：田岡文子）…鶴田さやか
- 三代目山王会若頭 谷健組組長 谷岡健三（モデル：山健組 山本健一）…山本昌平
  - 谷健組若頭 健翔会会長 天堂忠臣（モデル：健竜会 渡辺芳則）…石橋保
    - 谷健組健翔会副会長 柴田敬介（モデル：健竜会 太田守正）…武智大輔

  - 谷健組若頭補佐 健道会会長 杉原秀樹（モデル：健心会 杉秀夫）…薬師寺保栄 ※特別出演
  - 谷健組若頭補佐 法力会会長 法力朱雀（モデル：盛力会 平川一茂(盛力健児)）…清水健太郎
    - 谷健組法力会理事長 佐野一樹…高橋和興
    - 谷健組法力会舎弟 飯山正義（モデル：盛力会 飯田倫功）…武蔵拳
    - 谷健組法力会若衆 成田忠志…真勝國之
    - 谷健組法力会若衆 武川光二…岡崎礼
    - 元 谷健組法力会若衆（破門中→谷健組預かり）米村明信…鳴海剛
- 三代目山王会若頭補佐 権藤組組長 権藤政夫（モデル：菅谷組 菅谷政雄）…渡辺裕之
- 三代目山王会若頭補佐 山辰組組長 山脇辰一（モデル：山広組 山本広）…稲 健二
- 三代目山王会若頭補佐 南心会会長 大西和弘（モデル：中西組 中西一男）…高山登美男
- 三代目山王会若頭補佐 村秀組組長 村田秀信（モデル：小田秀組 小田秀臣）…吉川銀二
- 三代目山王会若頭補佐 武田組組長 武田力也（モデル：竹中組 竹中正久）…大和武士
- 三代目山王会若頭補佐 益戸組組長 益戸敏於（モデル：益田組 益田佳於）…本郷直樹
- 三代目山王会高木組組長 高木将人（モデル：佐々木組 佐々木道雄）…？
  - 山王会高木組内 栗原組組長 栗原太一（モデル：佐々木組内 切原組）…大槻博之（1）
  - 山王会高木組内 栗原組組員…伊藤勝利（1）
- 三代目山王会羽田組組長 羽田悪太（モデル：羽根組 羽根恒夫）…本郷直樹
- 三代目山王会若頭補佐 真田組組長 真田利雄（モデル：細田組 細田利明）…？
- 三代目山王会若頭補佐 丸石一家総長 丸石松絃（モデル：小西一家 小西音松）…？
- 三代目山王会若頭補佐 豪心会会長 中浜勝義（モデル：豪友会 中山勝正）…？
- 三代目山王会若頭補佐 鴨井組組長 鴨井茂雄（モデル：加茂田組 加茂田重政）…？
- 三代目山王会若頭補佐 淡路組組長 淡路政雄（モデル：正路組 正路政雄）…？

梅山組系（モデル：松田組）
- 二代目梅山組組長 島 信義（モデル：松田組 樫忠義）…谷口高史
  - 二代目梅山組若頭 大崎組組長 大崎 努…村上竜司
  - 二代目梅山組若頭補佐 蔵田組組長 蔵田巌造（モデル：松田組系村田組 村田岩三）…木村木
    - 二代目梅山組系蔵田組 若頭補佐 浅間年男（モデル：松田組系村田組 朝見義男）…三島康正

  - 二代目梅山組幹部 野口組組長 野口勇作（モデル：溝口組 溝口弘美）…？
  - 二代目梅山組幹部 新日本義勇団団長 越田雅俊（モデル：大日本正義団 吉田芳弘）…ゆ～とぴあピース ※特別出演
    - 新日本義勇団副団長 越田義光（モデル：大日本正義団 吉田芳幸）…？
    - 新日本義勇団幹部 鳴戸 剛（モデル：大日本正義団 鳴海清）…？
    - 新日本義勇団団員…赤松紘季

関西親睦会（モデル：関西二十日会）
- 姫路 二代目貴山会会長 神山裕樹（モデル：木下会 高山雅裕）…岡崎二朗
- 広島 三代目侠栄会会長 矢田 秀（モデル：共政会 山田久）…川地民夫

その他
- 兵庫県警刑事部捜査四課主任 警部 野本昭男…島田洋八 ※特別出演
- 兵庫県警刑事部捜査四課 警部補 島村 弘…西守正樹
- 媒酌人…村上和彦 ※特別出演

ナレーション
- 小林勝彦

## スタッフ
括弧なしは2作共通
- 監督：石原興（1）、津島勝（完結編）
- 製作：川口恵子
- 製作協力：南雲千秋
- 企画・制作：村上劇画プロ
- 原案：村上和彦
- プロデューサー：水野純一郎、田中政裕、大山敏和
- キャスティング：ファーストインプレッション
- 脚本：村上和彦、旭井寧
- 音楽：ミュージックデザイン
- 撮影：藤原三郎、江原祥二
- 照明：林利夫
- 美術：犬塚進
- 録音：中路豊隆
- 装飾：木下保
- 編集：園井弘一
- 調音：上床隆幸
- 効果：藤原誠
- 助監督：服部大二
- スクリプター：野崎やえこ
- 製作主任：高坂光幸
- ネガ編集：関谷憲治
- 特機：春田耕市
- スチール：北脇勝巳
- ガンエフェクト：栩野幸知
- 製作進行：溝口豊・田辺正樹
- 装置：新映美術工芸
- 小道具：高津商会
- 持道具：京阪商会
- 衣裳：松竹衣裳
- 美粧：八木かつら
- 現像：IMAGICAウェスト
- フィルム：日本コダック
- VTR編集：キッズカンパニー
- 車輌協力：ROOTROCK、TS-MOTOR INC SEGAWA'S 梅プロ
- 衣裳協力：浅草・羊屋、HIRAKUWA、VISCOSE
- 刺青：栩野幸知（完結編）
- 題字：村上和彦
- 製作協力：松竹京都映画
- 製作：プラウドマン

## ソフトリリース
| タイトル                         | ジャケットコピー                                   | 発売日                                |
| -------------------------------- | -------------------------------------------------- | ------------------------------------- |
| 実録・大阪やくざ戦争 報復        | 昭和50年代前半── 血で血を洗う非情の論理が今蘇る!!  | VHS：2002年2月25日 DVD：2005年3月25日 |
| 実録・大阪やくざ戦争 報復 完結編 | 三年４ヶ月─── 男たちは自らの血を流し、闘い続けた!! | VHS：2002年4月25日 DVD：2005年4月25日 |